# 松尾元信
松尾 元信（まつお もとのぶ、1963年12月 - ）は日本の財務官僚。

## 人物
神奈川県葉山町出身。東京学芸大学附属高校を経て、東京大学法学部卒業後、1987年4月大蔵省入省。徳山税務署長を経て、1995年国際金融局為替資金課課長補佐（特別会計）。1998年より主計官補佐として公共事業、国土交通の予算編成に携わる。2002年より6年間は内閣法制局で参事官として法令解釈業務。2010年主計官として地方財政の予算編成を行う。2014年より金融庁に移り、2020年証券取引等監視委員会事務局長。2021年金融庁総合政策局長。金融庁総合政策局長兼総合政策局グローバル金融連携センター顧問兼内閣官房内閣情報調査室兼内閣官房国際テロ情報集約室次長を経て、2022年辞職、日本証券経済研究所エグゼクティブ・フェロー。

## 略歴
- 1987年4月　大蔵省入省（大臣官房文書課）[4][5]
- 1989年　大臣官房付（留学）
- 1991年7月　主計局調査課調査第三係長[6]
- 1993年7月　広島国税局徳山税務署長
- 1994年　大臣官房付兼内閣官房内閣内政審議室
- 1995年　国際金融局為替資金課課長補佐（特別会計）[2]
- 1997年　主計局総務課課長補佐（企画）[7]
- 1998年7月　主計局主計官補佐（公共事業第三係主査）（港湾、空港や漁港などを担当）[8]
- 1999年　主計局主計官補佐（建設係、公共事業第四係主査）
- 2000年　主計局主計官補佐（国土交通第一、二係主査）
- 2001年　財務省主計局主計官補佐（公共事業総括、第一、二係主査）
- 2002年6月　内閣法制局参事官（第三部）
- 2005年　内閣法制局参事官（第一部）
- 2008年　財務省大臣官房企画官兼主計局厚生労働第一、二、三、四、五、六、七係[7]
- 2009年　主計局主計企画官（調整担当）
- 2010年　主計局主計官（総務、地方財政係担当）
- 2012年　国際局為替市場課長
- 2014年　金融庁総務企画局企画課長兼総務企画局企画課決済システム強化推進室長
- 2016年　総務企画局参事官（信用担当）
- 2017年　兼公認会計士監査審査会事務局長
- 2018年　企画市場局参事官（信用・保険制度担当）兼公認会計士監査審査会事務局長
- 2019年7月　総合政策局政策立案総括審議官
- 2020年7月　証券取引等監視委員会事務局長
- 2021年7月　金融庁総合政策局長
- 2022年11月　日本証券経済研究所エグゼクティブ・フェロー[9]
- 2023年7月　日本証券業協会常任理事・専務理事（自主規制会議における執行責任者）[10][11]

## リンク
- https://wff.jp/ja/2020/speakers/rec2z607rdiYfMxqD/profile/